# Loss

Imagem da tirinha "Loss"

"Loss", também conhecida como "Loss.jpg", é uma tirinha publicada em 2 de junho de 2008 por Tim Buckley para seu webcomic de jogos eletrônicos Ctrl+Alt+Del. Durante um enredo em que o personagem principal Ethan e sua noiva Lilah estão esperando seu primeiro filho, a tira — apresentada em quatro painéis, sem diálogo — mostra Ethan entrando em um hospital, pedindo informações a uma recepcionista, conversando com um médico, e encontrando Lilah chorando em uma cama de hospital, dando a entender que ela havia sofrido um aborto espontâneo. Buckley citou eventos pessoais em sua vida como inspiração para a tira.
Desde a publicação da tira, ela tem recebido recepção negativa de críticos e criadores de webcomics, especialmente pela mudança de tom no webcomic. Posteriormente, ganhou um legado como um meme da Internet, com edições sendo feitas por outros criadores e representações minimalistas da estrutura visual básica.